# Rivière du Loup (Restigouche)
Pour les articles homonymes, voir Loup (homonymie) et Rivière du Loup.
La rivière Du Loup est un cours d'eau douce traversant le canton de Mann, dans la municipalité de Pointe-à-la-Croix, dans la municipalité régionale de comté (MRC) d'Avignon, dans la région administrative de Gaspésie-Îles-de-la-Madeleine, au Québec, au Canada.
La "rivière du Loup" est un affluent de la rive Nord de la baie au Chêne située sur la rive Nord de la confluence de la rivière Ristigouche, face à la ville de Campbellton (Nouveau-Brunswick). La rivière Ristigouche se déverse sur la rive Ouest de la Baie-des-Chaleurs. Cette dernière s'ouvre à son tour vers l'Est dans le Golfe du Saint-Laurent.
Le bassin versant inférieur de la "rivière du Loup" est accessible par la rue des Méandres (au Nord du chemin de fer) ou par la route 132 (boulevard Perron Est) au Sud du chemin de fer. La partie intermédiaire est accessible par le chemin de la Petite-Rivière-du-Loup qui mène vers le Nord jusqu'au village de L'Alverne.

## Géographie
La "rivière du Loup" prend sa source de ruisseaux de montagne en zone forestière à 301 m d'altitude dans le canton de Mann, dans la municipalité de Pointe-à-la-Croix. Cette source est située à :
- 4,0 km à l'Est de la limite de la Réserve indienne Restigouche ;
- 5,8 km au Nord-Ouest de la confluence de la "rivière du Loup" ;
- 9,6 km au Nord du centre du village de Pointe-à-la-Croix, situé face à la ville de Campbellton (Nouveau-Brunswick).

La "rivière du Loup" coule vers le Sud-Ouest, le Sud, puis vers l'Est, du côté Est de la Réserve indienne Restigouche, ainsi que du côté Ouest du ruisseau Busteed.
À partir de sa source, le cours de la rivière descend sur 18,4 km selon les segments suivants :
- 4,4 km vers l'Ouest, puis vers le Sud-Ouest dans une vallée encavée, jusqu'à un ruisseau (venant du Nord), soit à la hauteur du hameau Mann ;
- 5,0 km vers le Sud, dans une petite plaine et en longeant le "chemin de la Petite-Rivière-du-Loup", en passant sous le pont de la rue des Méandres, jusqu'au chemin de fer du Canadien National. Note : ce segment de rivière délimite le "rang Ouest Rivière du Loup" et le "rang Est Rivière du Loup" ;
- 9,0 km vers l'Est, en coupant la route 132 en début de segment et en serpentant dans une zone de marais jusqu'à la confluence de la rivière[2].

La "rivière du Loup" se déverse sur la rive Nord de la baie au Chêne, située à la confluence de la rivière Ristigouche. À marée basse, le grès à la confluence de la "rivière du Loup" s'étend jusqu'à 2,1 km vers le Sud dans la rivière Ristigouche. Dans la zone de grès, le courant venant de la "rivière du Loup" se joint au courant du ruisseau Busteed (venant du Nord).
La confluence de la "rivière du Loup" est située à :
- 0,8 km à l'Ouest de la confluence du ruisseau Busteed ;
- 8,7 km à l'Est de la "Pointe aux Corbeaux", soit à l'extrémité Est de la péninsule de Miguasha qui s'avance vers l'Est dans la Baie-des-Chaleurs ;
- 4,4 km au Nord-Est du pont enjambant la rivière Ristigouche pour relier la ville de Campbellton (au Nouveau-Brunswick) et le village de Pointe-à-la-Croix (au Québec).

## Toponymie
Les Micmacs désignent ce cours d'eau "rivière Apsisge'g". Le toponyme "rivière du Loup" figure sur une carte datée de 1924.
Le toponyme "rivière du Loup" a été officialisé le 5 décembre 1968 à la Commission de toponymie du Québec